# البطولات الوطنية الأمريكية 1949 (كرة مضرب)
قائمة بالأبطال في 1949 البطولات الوطنية الأمريكية لكرة المضرب (المعروفة الآن باسم أمريكا المفتوحة):

## الكبار

### فردي رجال
بانشو غونزاليس هزم  تيد شرورد 16-18 2-6 6-1 6-2 6-4

### فردي سيدات
مارغريت أوسبورن دوبونت هزم  دوريس هارت 6-3, 6-1